# الوطية (المغرب)
الوطية باللغة العربية هي مَوْطِئ القدم، وسميت بذلك لكثرة وجود آثار الأقدام هناك، و يؤكد ذلك وجود الكثير من القرى بنفس الإسم في اليمن و الجزيرة العربية.
الوطية بالأمازيغية (ⵍⵡⴰⵟⵢⴰ) هي مدينة صغيرة بالمملكة المغربية في الوسط الغربي. تنتمي الوطية لإقليم طانطان الساحلي وتضم 9295 نسمة (إحصاء 2014).

## الاقتصاد
تنامت مدينة الوطية على الساحل الأطلسي بموازاة مع تشييد الميناء سنة 1982 الدي يستجيب لمتطلبات صيد أعالي البحار والصيد بصفة عامة وقد  تم تجهيزه بكل الوسائل الضرورية من مرافئ السفن وناقلات الحمولة وأرصفة وحواجز وقائية ومنحدرات السفن ناهيك عن تدعيم هذه البنية التحتية بمنطقة صناعية تضم أهم الوحدات لمعالجة تصبير الأسماك تستغلها شركات القطاع الخاص. كما أن هذا الميناء الذي يعد الوحيد بالجهة المنفرد بصدارة المؤانئ المغربية من صيد الأسماك التي تتميز بغناها وبتنوعها به. يشغل هذا الميناء يدا عاملة مهمة ومستثمرين في هذا القطاع وساهم بشكل فعال في انتعاش قطاع البناء والتعمير.

## السياحة
نتوفر مدينة الوطية على مؤهلات سياحية جد هامة تمتزج فيها الطبيعة الصحراوية والشؤاطى الدافئة مكونة في ما بينها بانوراما ساحرة إضافة إلى هذه الصور الطبيعية الساحرة هناك مكونات عدة تجمع ما بين التاريخ العريق والفلكلور الشعبي المتنوع بلوحاته والمنتوج الثقافي المنفرد بخصوصياته. وتعد مدينة الوطية همزة وصل بين شمال البلاد وجنوبها واستقطب بشكل كبير تيارات الهجرة المتدفقة على المنطقة خصوصا من الأقاليم الشمالية والمناطق المجاورة التي يستقطبها النشاط البحري لميناء الوطية.
وتعتبر السياحة من المؤهلات المميزة للإقليم حيث تساهم بشكل فعال في انعاش الاقتصاد المحلي وتتوسع هذه المؤهلات السياحية حيث شهدت نهضة عمرانية مهمة بفضل الرواج الذي يعرفه قطاع الصيد البحري بها مؤخرا وتتميز بالدفء خلال فصلي الشتاء والصيف مما يجعلها قبلة و محجا للسياح الاجانب, وقد ساعدت هذه المنحة الربانية في استقطاب السياح المولعين بالبحث عن السكون والسكينة إلى جانب صفاء البحر والطقس الصحراوي النقي الذي يوفر مستلزمات الراحة والاستجمام والتمتع إلى أبعد حد وقد أدى ذلك إلى تزايد اهتمام الشركات العالمية بهذا القطاع.

## مصادر

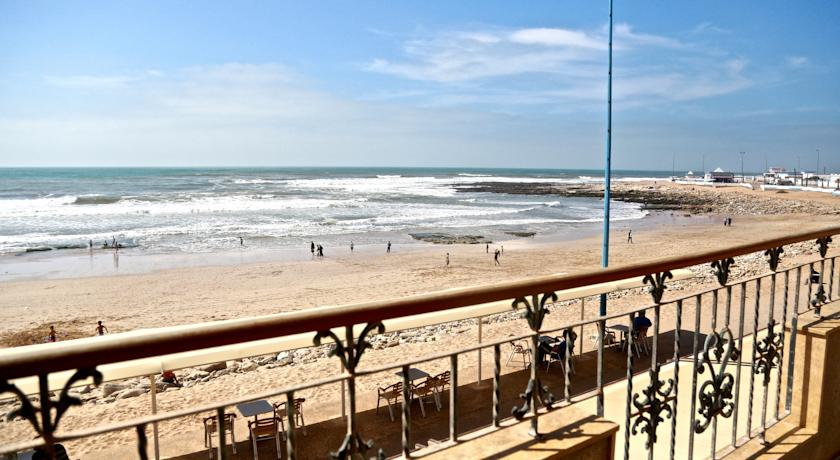
صورة لشاطئ مدينة الوطية